# Polybotrya appressa
Polybotrya appressa är en träjonväxtart som beskrevs av Robbin C. Moran. Polybotrya appressa ingår i släktet Polybotrya och familjen Dryopteridaceae. Inga underarter finns listade.